# Арье (имя)
Арье (ивр. אריה‎, אריא‎ — лев) — еврейское мужское имя. Впервые зафиксировано в Талмуде, где упоминается как второе имя. Появляется вместе с именем Рабби Тарфонa (Тосефта, трактат Иевамот, лист 122б), что дает датировку имени между 70 и 135 годами н. э.
Существовало производное имя Gur Arjeh («молодой лев»), бытовавшее до XIX века у итальянских евреев.
Сокращённые формы — Ари, Арик. На сегодня является одним из наиболее распространённых в Израиле.
В русском языке аналогом данного имени является имя Лев.
У европейских евреев функционировало как «священное» имя, в быту заменялось на кинуй (светское имя) с соответствующим значением — Лев, Лео, Леон, Лейб и т. п.